# 色 (佛教)
色（羅馬化：rūpa，羅馬化：rûup，羅馬化：gzugs），又稱為色法，於五蘊中為色蘊（舊譯為色陰），指可見、可被接觸的各種物質現象，其特徵為佔有空間，能被感官感知，是佛教、耆那教、印度教等印度宗教的基本概念。在佛教中，有漏之五蘊也就是五取蘊中的色法，稱為色取蘊（舊譯為色受陰）。
一切的物质现象，都屬於色法，就人而言，又可以理解為一個人生理活動的所有現象，都屬於色法，並且可以用色法來分析。分析心理活動所有現象的法，則稱為名法。色法與名法，合稱為「名色」。

## 字源
在梵文中，是指外觀，形象，相貌，現象，顯現於外的特徵等意思，可以被譯為形象（英語：Form），理型或形式（Substantial form）。它是物質的基本特徵，但不是顏色的意思。
它的字根來自動詞，是破壞，改變，擊碎的意思。因此在《雜阿含經》中，以會被破壞、會改變的，來解釋色（rūpa）的意義。

## 古印度起源
名與色，這兩個概念可以追溯到《梨俱吠陀》時期，在奧義書時期發展，在佛教出現前就已經存在，是古印度當時共通的概念。
在古印度，色大致上即是現代所說的物質，但在定義上略有出入，色可以單單用來指所有構成生命與肉體的有機物質，也可以被推廣到指所有一切外在的物質現象。也被用來當作物質具備的特性，屬性與功能。
在古印度時，根據四元素說，認為所有物質皆由四大種構成，為印度共有常識，因此通常不會多作解釋。

## 概論
色，为变碍，占有一定空间、互相障礙，且会轉易变坏者，称之为色；以四大以及四大所造為身者，称为色蕴，是有质碍、变碍诸法之聚集。色蘊，包括“色”的过去、未来、现在、内外、粗细、优劣、远近等等。
諸色法分為三種：一者，可見有對。二者，不可見有對。三者，不可見無對。可見有對色為眼根和色塵，不可見有對色為耳根、鼻根、舌根、身根和聲塵、香塵、味塵、觸塵，不可見無對色是法處所攝色，少分法塵。
六根之眼根的對境，稱為「色境」或「色塵」（viṣaya），為六境（六塵）之一。在十二處謂「色處」（āyatana），在十八界謂「色界」（dhātu）。這裡的「色」僅指顏色、形狀等，能為眼根、眼識所取所緣之對境，為「可見有對色」。色境/十二處之色處/十八界之色界，其範圍比色蘊、色法要狹窄，因為色蘊、色法包含「五根、五塵和法處所攝色」，囊括了「可見有對色」、「不可見有對色」、「不可見無對色」。

## 說一切有部
說一切有部阿毘達磨立十一種色法：五根、五塵、法處所攝色（梵語：dharmāyatanaparyāpannarūpa、巴利語：dhammāyatanapariyāpannarūpa）；四大種攝於觸處中。
- 五根：指眼根、耳根、鼻根、舌根、身根，又名「五色根」，此處所說五根不同於能生一切善法的「信、進、念、定、慧」五根。眼等五識之所依，故名「根」。根亦名身[20]，此處所說「五根」指的是眼睛、鼻子等身體的五種器官。譬如眼識的生起，必須有「眼根」為其所依。眼根，乃能見色塵，即眼所見山河大地、青黃赤白、男女形貌等，眼識之所依，故名眼根。
- 五塵：色、聲、香、味、觸等五塵。
- 法處所攝色：說一切有部的阿毘達磨以諸「無表色」為「法處所攝色」[21][註 1]。無表色由說一切有部提出，指有情身中的業力潛流[27]，是以身業與口業為起緣，生於身內的無形色法。分為三種：律儀（持守戒律、成就禪那）、不律儀（違破戒律）、兩者皆非（未達持戒程度的善行、未達破戒程度的惡行），具有防非或妨善之功能，故為律儀之戒體。按有部理論，無表業是四大種所造，以色業為性，這一點和「身語之有表業」相同，但由於不能表示（vijñapti）出來，令他了知，故稱無表。

## 南傳上座部
南傳上座部阿毘達磨立二十八種色法，一類是地、水、火、風四大種；另一類则是二十四種四大種所造色。
| 十八种完成色                                  | 十八种完成色  |
| --------------------------------------------- | ------------- |
| （一）元素色 (大种)                           | 1.地界        |
| （一）元素色 (大种)                           | 2.水界        |
| （一）元素色 (大种)                           | 3.火界        |
| （一）元素色 (大种)                           | 4.风界        |
| （二）淨色                                    | 5.眼净色      |
| （二）淨色                                    | 6.耳净色      |
| （二）淨色                                    | 7.鼻净色      |
| （二）淨色                                    | 8.舌净色      |
| （二）淨色                                    | 9.身净色      |
| （三）境色 （* 地火風界之觸境色，攝於元素色） | 10.颜色       |
| （三）境色 （* 地火風界之觸境色，攝於元素色） | 11.声音       |
| （三）境色 （* 地火風界之觸境色，攝於元素色） | 12.气味       |
| （三）境色 （* 地火風界之觸境色，攝於元素色） | 13.味道       |
| （四）性根色                                  | 14.女根色     |
| （四）性根色                                  | 15.男根色     |
| （五）心色                                    | 16.心所依处   |
| （六）命色                                    | 17.命根色     |
| （七）食色                                    | 18.段食(营养) |
| 十种不完成色（anipphannarūpa）                |               |
| （八）界限色                                  | 19.空界       |
| （九）表色                                    | 20.身表       |
| （九）表色                                    | 21.语表       |
| （十）变化色 （身表色、语表色，亦變化色）     | 22.色輕快性   |
| （十）变化色 （身表色、语表色，亦變化色）     | 23.色柔軟性   |
| （十）变化色 （身表色、语表色，亦變化色）     | 24.色適業性   |
| （十一）相色                                  | 25.色积集     |
| （十一）相色                                  | 26.色相續     |
| （十一）相色                                  | 27.色老性     |
| （十一）相色                                  | 28.色無常性   |